# Albert Charles Smith
Albert Charles Smith (5 tháng 4 năm 1906 – 23 tháng 5 năm 1999) là một nhà thực vật học người Mỹ.

## Tiểu sử
Ông từng là giám đốc của Bảo tàng Lịch sử Tự nhiên Quốc gia Hoa Kỳ, và chủ trì một số hội khoa học quan trọng, như Hội các Nhà phân loại Thực vật Hoa Kỳ.
Năm 1963, ông được bầu làm thành viên của Viện Hàn lâm Khoa học Quốc gia Hoa Kỳ. Ông là nhà thực vật học xuất sắc chuyên về  Pteridophyte và Spermatophyta. Ông đã từng làm việc tại Mỹ và Fiji.